# Redding (Connecticut)
Redding – miasto w Stanach Zjednoczonych, w stanie Connecticut, w hrabstwie Fairfield.